# STS-108
STS-108, voluit Space Transportation System-108, was een spaceshuttlemissie van de Endeavour naar het Internationaal ruimtestation ISS. Naast materiaal vervoerde de vlucht de bemanningsleden voor ISS Expeditie 4 en bracht de leden van ISS Expeditie 3 terug naar de aarde. 

## Bemanning
| Bevelhebber        | Dominic Gorie 3e ruimtevlucht      | Dominic Gorie 3e ruimtevlucht      |                                    |                                    |
| Piloot             | Mark Kelly 1e ruimtevlucht         | Mark Kelly 1e ruimtevlucht         |                                    |                                    |
| Missiespecialist 1 | Linda Godwin 4e ruimtevlucht       | Linda Godwin 4e ruimtevlucht       |                                    |                                    |
| Missiespecialist 2 | Daniel Tani 1e ruimtevlucht        | Daniel Tani 1e ruimtevlucht        | Daniel Tani 1e ruimtevlucht        |                                    |
| Missiespecialist 3 | Joeri Onoefrijenko 2e ruimtevlucht | Frank Culbertson 3e ruimtevlucht   | Frank Culbertson 3e ruimtevlucht   | Frank Culbertson 3e ruimtevlucht   |
| Missiespecialist 4 | Carl Walz 4e ruimtevlucht          | Michail Tjoerin 1e ruimtevlucht    | Michail Tjoerin 1e ruimtevlucht    | Michail Tjoerin 1e ruimtevlucht    |
| Missiespecialist 5 | Daniel Bursch 4e ruimtevlucht      | Vladimir Dezjoerov 2e ruimtevlucht | Vladimir Dezjoerov 2e ruimtevlucht | Vladimir Dezjoerov 2e ruimtevlucht |

## Media

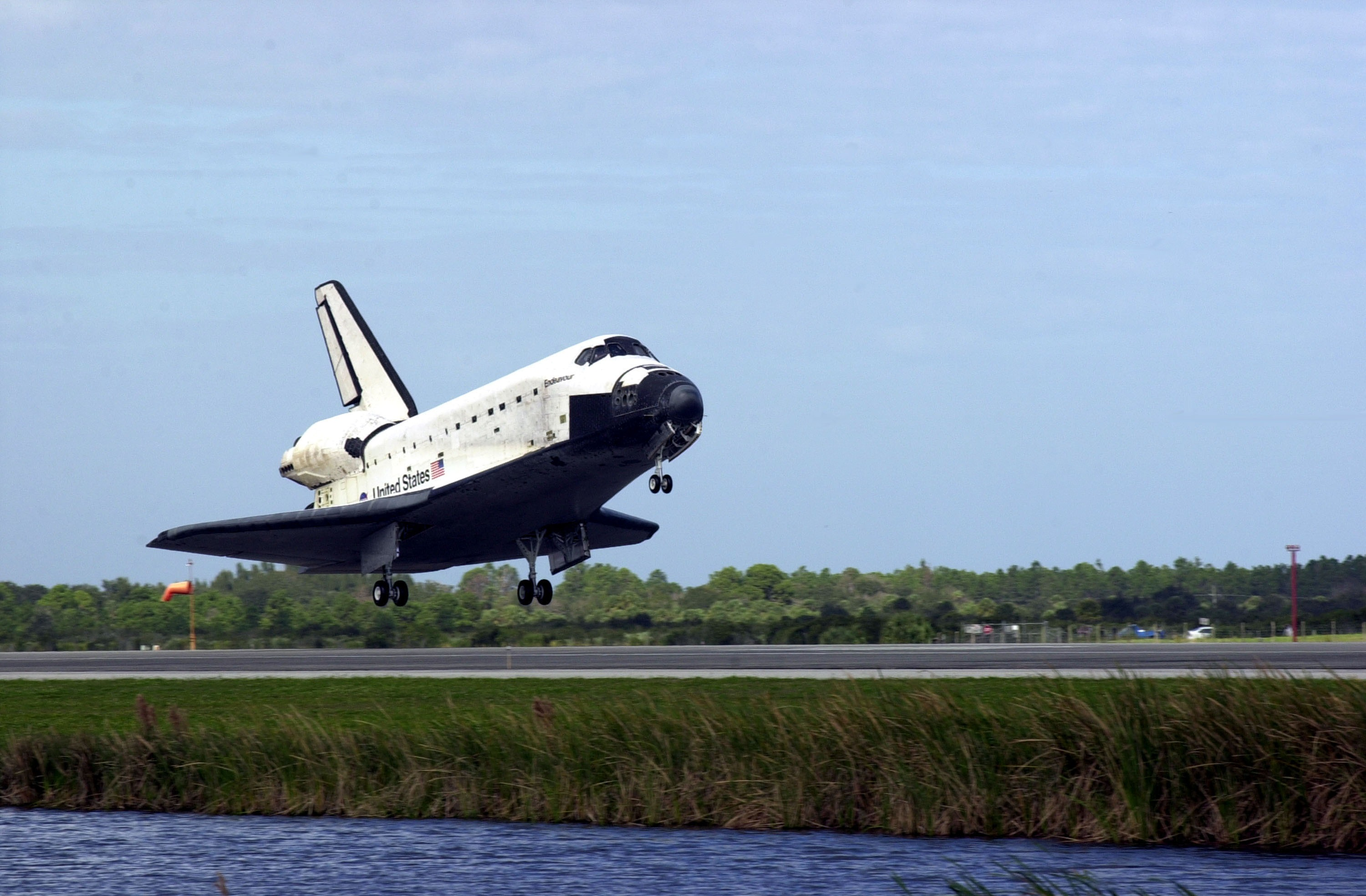
Landing

STS-49 · STS-47 · STS-54 · STS-57 · STS-61 · STS-59 · STS-68 · STS-67 · STS-69 · STS-72 · STS-77 · STS-89 · STS-88 · STS-99 · STS-97 · STS-100 · STS-108 · STS-111 · STS-113 · STS-118 · STS-123 · STS-126 · STS-127 · STS-130 · STS-134